# Schlankfische
Die Familie der Schlankfische (Kneriidae) umfasst vier Gattungen und 30 Arten. Sie gehört zur Ordnung der Sandfischartigen (Gonorynchiformes) und kommt vor allem in den tropischen Gebieten Afrikas südlich des Äquators vor, sowie im Nil, Benue, Volta und Dja. Die Kneriidae wurden zu Ehren des österreichischen Zoologen Rudolf Kner benannt.

## Merkmale
Schlankfische besitzen eine langgestreckte, spindelförmige Gestalt und werden 2 bis 19 Zentimeter lang. Ihr Maul ist mehr oder weniger unterständig, der Oberkiefer protraktil (vorstreckbar). Kneria und Parakneria besitzen Cycloidschuppen und ein Seitenlinienorgan, während die neotenen Cromeria und Grasseichthys transparent und schuppenlos sind und auch kein Seitenlinienorgan besitzen.

## Innere Systematik
- Gattung Ohrenfische (Kneria)
- Gattung Parakneria
- Tribus Cromeriini
  - Gattung Cromeria
  - Gattung Grasseichthys